# Sông Lam Nghệ An
Sông Lam Nghệ An is een Vietnamese voetbalclub uit de stad Vinh. Het team speelt in het Vinh stadion.

## Geschiedenis
Song Lam werd in 1973 opgericht als Nghe Tinh FC. Vanaf de oprichting speelde de club in de hoogste divisie van het land. In 1979 werd de naam veranderd naar Sông Lam Nghệ An, de huidige naam. In 1999 veroverde het zijn eerste landstitels. De volgende twee seizoenen herhaalde Song Lam deze prestatie.

## Erelijst
- V.League 1: 3

1999, 1999-2000, 2000-2001
- Beker van Vietnam: 2

2002, 2010
- V-Supercup: 4

2000, 2001, 2002, 2011
Bình Dương FC · 
Can Tho · 
Hanoi FC · 
Hải Phòng FC · 
Ho Chi Minh City FC · 
Hoàng Anh Gia Lai · 
QNK Quảng Nam · 
Sài Gòn FC ·  
SHB Đà Nẵng · 
Sông Lam Nghệ An · 
Than Quảng Ninh FC · 
Thanh Hóa FC